# Río Cámaras
El río Cámaras es un río de la cuenca hidrográfica del Ebro, afluente en la margen izquierda del río Aguasvivas.

## Recorrido y entorno
Nace en la vertiente norte de la sierra de Oriche y atraviesa los términos municipales de Bádenas, Santa Cruz de Nogueras, Nogueras, Villar de los Navarros y Azuara, donde forma el espacio natural de las peñicas de Azuara antes de desembocar en el río Aguasvivas en Letux. En su curso se encontraba también el ahora despoblado de Cámaras, cuya ubicación es discutida.
Su ribera está acompañada de ginestra, sujeta a las avenidas periódicas del río. También se encuentran chopos, árbol típico de dehesas que típicamente ayudaba a laminar dichas inundaciones.

## Toponimia e historia
En un texto de 1163 relativo a Letux se le denomina rivo de Azuara.